# ビリティスの歌

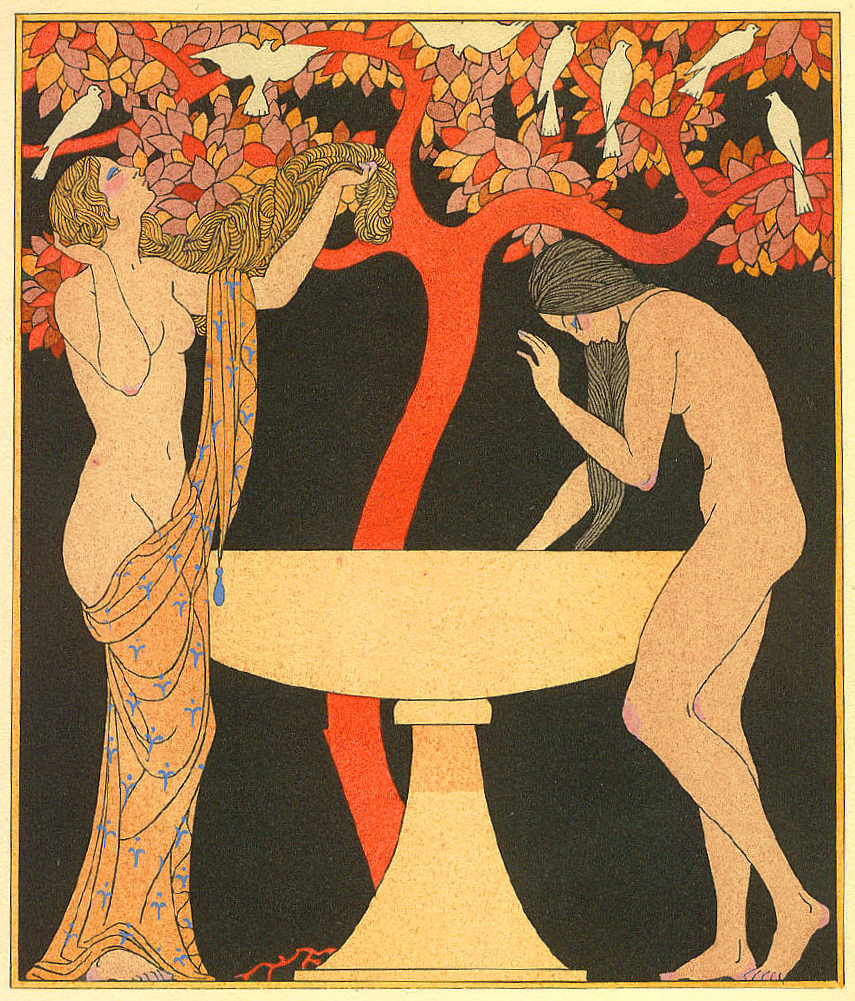
イラスト『ビリティスの歌』（1922年、ジョルジュ・バルビエ画）

『ビリティスの歌』（仏: Chansons de Bilitis）は、ピエール・ルイスによる1894年発表の散文詩集である。
「サッポーの同時代の女流詩人による詩をギリシア語から翻訳した」として発表された、146歌の散文詩からなる詩集である。ビリティスは紀元前6世紀のギリシャに生まれた女性で、少女時代から死に至るまでの間に書き残した詩篇が19世紀になって発見された、ということになっていたが、これはルイスの虚構（擬似翻訳）で、刊行当時多くの人がルイスに騙されて実在すると信じ、本気で論じた文芸批評家が恥をかいたという。
ドビュッシーがそのうち3篇を歌曲に仕立て、その他にも付随音楽などを作曲している。

## ドビュッシーによる作曲

### ビリティスの3つの歌
ドビュッシーは1897年から1898年にかけて、『ビリティスの歌』の詩から以下の3篇を選んで歌曲を作曲した。初演は1900年3月17日国民音楽協会の演奏会で、ブランシュ・マロの独唱とドビュッシー自らのピアノによって行われた。
1. パンの笛（La Flûte de Pan）
2. 髪（La Chevelure）
3. ナイアードの墓（Le Tombeau des Naïades）

### ビリティスの歌（付随音楽）
ドビュッシーは1900年に『ビリティスの歌』のための付随音楽を作曲した。副題に「パントマイムと詩の朗読のための音楽」とある通り、詩の朗読とパントマイムと音楽が一体になった上演形態を意図したもので、2本のフルート、2台のハープとチェレスタという編成のために書かれた。しかし、企画は実現には至らず、音楽はこの形では演奏されないまま、草稿にとどまった。草稿のチェレスタのパートは紛失したが、後にピエール・ブーレーズがこれを復元し、補筆完成させている。ブーレーズ版以外にも、編曲者アルテュール・オエレによる復元校訂版があり、こちらはドイツ・グラモフォンからカトリーヌ・ドヌーヴの朗読、アンサンブル・ウィーン＝ベルリンの演奏によるCDが出ている。
この楽曲は以下の12曲からなる。選ばれた詩は『ビリティスの3つの歌』とは重ならない。
1. 牧場の歌（Chant postral）
2. くらべ合い（Les comparaisons）
3. お話（Les contes）
4. 歌（Chansons）
5. お手玉遊びの勝負（La partie d'osselets）
6. ビリティス（Bilitis）
7. 無名の墓（Tombeau sans nom）
8. エジプトの娼婦（Les courtisanes égyptiennes）
9. 水盤の清らかな水（Eau pure du bassin）
10. クロタルを持つ舞姫（La danseuse aux crotales）
11. ムナジディカの思い出（Souvenir de Mnasidica）
12. 朝の雨（La pluie au matin）

### 6つの古代碑銘

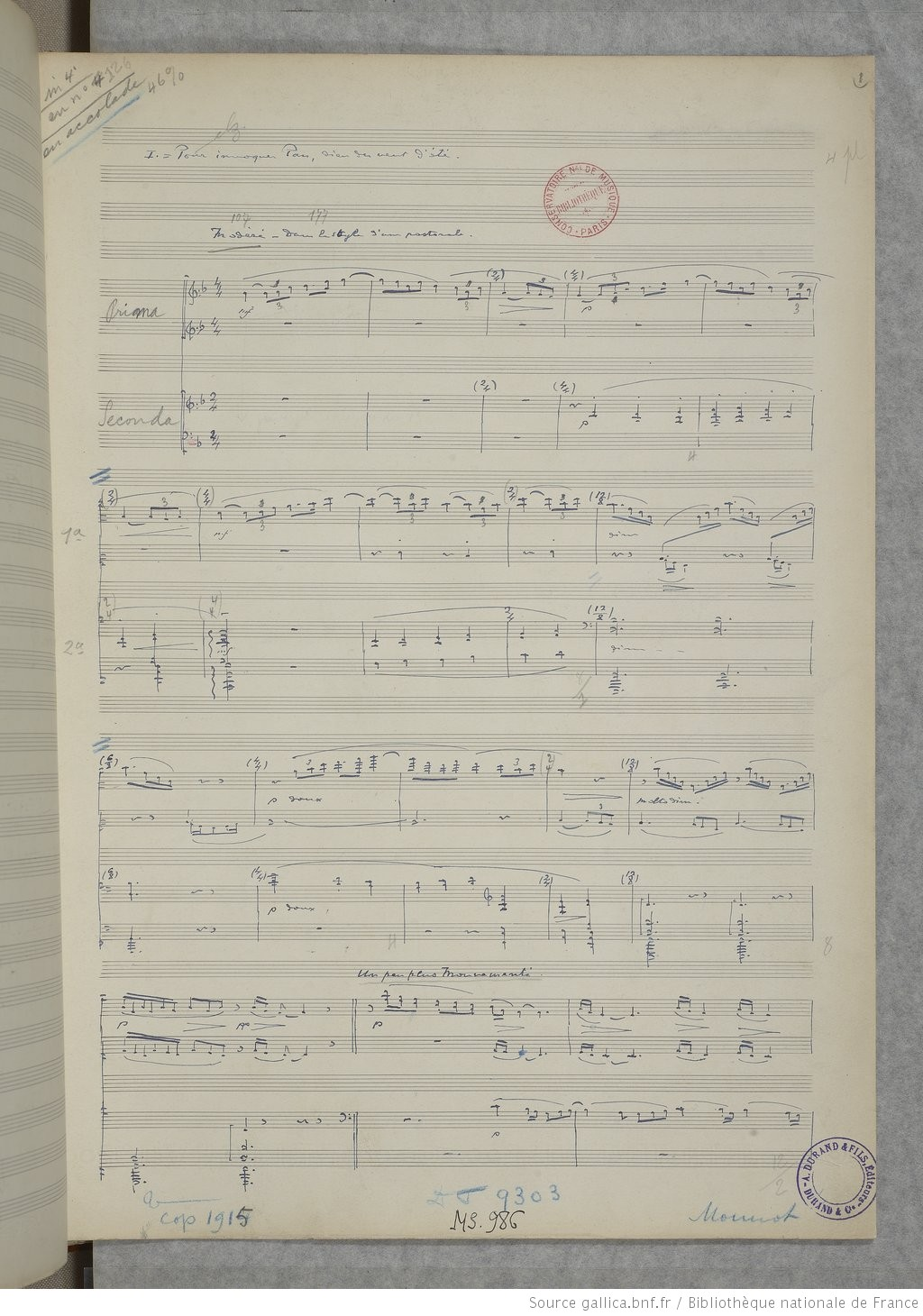
『6つの古代碑銘』自筆譜1ページ目（1914～1915）

1914年になって、ドビュッシーは上記の楽曲をピアノ連弾のために改作し、『6つの古代碑銘』（Six Epigraphes antiques ）の題名を付けた。これは1915年にデュラン社から出版され、1917年頃に初演された。後に指揮者エルネスト・アンセルメによってオーケストラ編曲されている。
この作品は以下の6曲からなる。
1. 夏の風の神、パンに祈るために（Pour invoquer Pan, dieu du vent d'été）
2. 無名の墓のために（Pour un tombeau sans nom）
3. 夜が幸いであるために（Pour que la nuit soit propice）
4. クロタルを持つ舞姫のために（Pour la danseuse aux crotales）
5. エジプト女のために（Pour l'Égyptienne）
6. 朝の雨に感謝するために（Pour remercier la pluie au matin）

## その他
- ロシアの戯曲作家・演出家のニコライ・エヴレイノフ脚色と伴奏音楽による上演。（1910年代、クリヴォエ・ゼールカロ座）[2]
- 写真家デイヴィッド・ハミルトンの監督によるフランスの映画「ビリティス」がある（1977年、音楽はフランシス・レイ）。日本での映画公開で『ビリチスの歌』（鈴木信太郎訳、角川文庫・改版）が刊行された。
- 語学朗読向けの『カセット ビリチスの歌』（白水社 1991年）がある。

## 日本語訳
- 『ビリチスの唄 附 愛撫の園』（川路柳虹訳、國際文献刊行会、1926年）
- 『ビリチスの歌』（鈴木信太郎訳、白水社[3]、1954年／講談社文芸文庫、解説渋沢孝輔・鈴木道彦、1994年6月）
- 『ビリティス』（伊東杏里訳、宇野亜喜良イラスト、デビッド・ハミルトン表紙写真、新書館、1977年）
- 『ビリティスの恋唄』（吉原幸子訳[4]、東逸子絵、パルコ出版、1982年）
- 『ビリチスの唄』（生田耕作訳「ピエール・ルイス作品集1」、奢灞都(サバト)館、1986年）
- 『ビリチスの歌』（鹿島茂編・解説、〈バルビエ・コレクション2〉ジョルジュ・バルビエ挿画、リブロポート、1993年）
- 『ビリティスの唄』（岸田今日子・伊東淑子・原田和子・杉田良子 訳、原田芳郎監修、大和書房、2003年1月）
- 『ビリティスの歌』（沓掛良彦訳、水声社、2003年12月）、ISBN 4891765046